# Newstime (Nachrichtenmarke)
Newstime (eigene Schreibweise :newstime) ist eine plattformübergreifende Nachrichtenmarke der Seven.One Entertainment Group sowie Nachrichtensendung, die in Unterföhring bei München produziert und seit Mitte Juni 2023 auf den Fernsehsendern Sat.1, ProSieben und Kabel Eins live ausgestrahlt wird.
Die Nachrichtenmarke ersetzte die bisherigen Nachrichtensendungen Sat.1 Nachrichten, ProSieben Newstime und Kabel Eins News.

## Geschichte
Gemäß dem Rundfunkstaatsvertrag, der im November 2020 durch den Medienstaatsvertrag abgelöst wurde, sind private Fernsehsender mit Vollprogramm verpflichtet, unter anderem Informationssendungen auszustrahlen.

### Vorgeschichte
Während Sat.1 seine Hauptnachrichtensendungen unter anderem unter den Titeln Sat.1 Blick, Sat.1 News oder zuletzt ab 2008 unter Sat.1 Nachrichten gezeigt hat, sendete ProSieben seit Sendestart am 1. Januar 1989 seine Hauptnachrichten zunächst vorwiegend unter dem Titel ProSieben Nachrichten, ehe sie ab Dezember 2004 unter ProSieben Newstime gesendet wurden. Kabel Eins strahlte ab 2007 seine Hauptnachrichtensendung unter dem Titel Kabel Eins News aus, zuvor wurden sie unter anderem als K1 Nachrichten gezeigt.
Sat.1 und ProSieben hatten zunächst ihre Sendungen mit eigenen Nachrichtenredaktionen produziert, für Kabel Eins produzierte anfangs die ProSieben-Nachrichtenredaktion. Im Zuge der Fusion von Sat.1 und ProSieben 1999 wurden die beiden Nachrichtenredaktionen zusammengelegt. Seitdem produzierte eine zentrale Redaktion in Berlin die aktuelle Berichterstattung für die komplette Sendergruppe. Hieraus entstand der neue Nachrichtensender N24, der bis Juni 2010 zur ProSiebenSat.1-Gruppe gehörte. Mit dem Verkauf des Nachrichtensenders wurde mit der neuen Muttergesellschaft N24 Media ein langfristiger Auftragsproduktionsvertrag über sieben Jahre bis zunächst zum 31. Dezember 2016 abgeschlossen, der unter anderem die Produktion der drei Nachrichtensendungen gewährleistete. Durch die Verschmelzung der N24 Media mit den Aktivitäten der Welt-Gruppe des Axel-Springer-Verlags ist seit Juli 2014 die WeltN24 GmbH bzw. der daraus folgend in Welt umbenannte Nachrichtensender für die Nachrichtenproduktion der ProSiebenSat.1-Gruppe zuständig. Später wurde der Auftragsproduktionsvertrag mit der ProSiebenSat.1-Gruppe verlängert.
Anfang Dezember 2020 wurde bekannt, dass im Zuge des Neubaus der ProSiebenSat.1-Zentrale in Unterföhring bei München eine crossmediale Nachrichtenredaktion inklusive Nachrichtenstudio und ein eigenes Hauptstadtstudios in Berlin entstehen sollen. Dementsprechend werde der Auftragsproduktionsvertrag zum 31. Dezember 2022 mit dem Nachrichtensender Welt nicht mehr verlängert. Mit dem Aufbau der neuen etwa 60-köpfigen Nachrichtenredaktion wurde Juli 2021 begonnen. Im Jahr 2022 wurde angekündigt, die drei Nachrichtensendungen unter einer gemeinsamen Dachmarke laufen zu lassen. Im Zuge des Neuaufbaus kam es personellen Veränderungen bei den Hauptmoderationsteams. Während vor allem die langjährigen, männlichen Moderatoren Marc Bator (Sat.1 Nachrichten), Michael Marx (Newstime) sowie Norbert Anwander (Kabel Eins News) weiterhin durch die Nachrichten führen, wurden mit Claudia von Brauchitsch für Sat.1, Karolin Kandler für ProSieben sowie Angela van Brakel für Kabel Eins neue weibliche Moderatoren vorgestellt. Die weiblichen Moderatoren Katja Losch (Sat.1 Nachrichten), Leslie Nachmann (Newstime), Laura Dünnwald (Newstime), Barbara Scherle (Kabel Eins News) sowie Gabi Becker (Kabel Eins News), die jeweils mehr als zehn Jahre die jeweiligen Nachrichtensendungen moderierten, gehören nicht mehr zum Moderationsteam. Seit dem 1. Januar 2023 produziert die Seven.One Entertainment Group die drei Nachrichtensendungen Sat.1 Nachrichten, ProSieben Newstime und Kabel Eins News aus Unterföhring bei München in einem Greenbox-Studio selbst. Mitte Juni 2023 wurde mit :newstime eine gemeinsame Dachmarke für alle Nachrichtenaktivitäten der Seven.One Entertainment Group angekündigt.

### Sendestart Juni 2023
Die erste Frühausgabe unter der neuen Dachmarke :newstime wurde am 19. Juni 2023 um 5:55 Uhr durch Philipp Isterewicz moderiert. Die erste Hauptausgabe auf Kabel Eins wurde am selben Tag um 15:50 Uhr durch Angela van Brakel, auf ProSieben um 18:00 Uhr durch Karolin Kandler sowie auf Sat.1 um 19:55 Uhr durch Marc Bator moderiert. Die erste Spätausgabe wurde am 20. Juni 2023 um 1:30 Uhr auf Kabel Eins sowie um 3:35 Uhr auf ProSieben durch van Brakel bzw. Kandler moderiert. Im Laufe des Jahres 2023 sollte die Nachrichtensendung ebenfalls ein komplett neues Studio erhalten; bis dahin sollte übergangsweise weiterhin aus dem bisherigen Greenbox-Studio gesendet werden, in dem bis dato auch die drei bisherigen Nachrichtensendungen produziert wurden. Jedoch wurde der Einzug in das neue Studio auf unbestimmte Zeit verschoben, da es zu Verzögerungen beim Bau der neuen Zentrale der ProSiebenSat.1-Gruppe gekommen war.
Sämtliche Nachrichtensendungen der drei Fernsehsender sowie alle digitalen Nachrichtenaktivitäten auf WhatsApp, Instagram, Facebook und YouTube sowie die auf Joyn werden seither unter dem gemeinsamen Namen :newstime veröffentlicht.
Die erste Sonderausgabe von :newstime spezial wurde am 24. Juni 2023 um 20:10 Uhr aufgrund des Aufstands der Gruppe Wagner in Russland auf Sat.1 mit Angela van Brakel ausgestrahlt.

### Ausweitung ab August 2023
Am 20. August 2023 startete eine neue Interview-Reihe unter dem Titel :newstime spezial: Wo steht Deutschland? mit Heiko Paluschka und Charlotte Potts, die auf den beiden Fernsehsendern ProSieben und Sat.1 zeitgleich ausgestrahlt wird.
Zudem wurde Mitte August 2023 angekündigt, dass die Sendezeit der Hauptausgabe in Sat.1 um 10 Minuten verlängert wird. Seit dem 16. Oktober 2023 beginnt sie in der Woche täglich um 19:45 Uhr und besitzt eine Sendelänge von ca. 25 Minuten.
Mit der Hauptausgabe auf Kabel Eins wurde am 30. September 2024 das neue Studio in Unterföhring in Betrieb genommen. Das neue Studio ist 220 Quadratmeter groß und enthält eine 70 Quadratmeter große gekrümmte LED-Wand sowie drei weitere bewegliche LED-Wände. Zudem gibt es vollautomatische Kameras und eine vollautomatische Lichtsetzung. Mit der Sat.1-Frühausgabe am 1. Oktober 2024 erhielt das Studio in Berlin ebenfalls ein neues Nachrichtenpult im selben Design wie das im Unterföhringer Studio, jedoch kleiner.

## Ausgaben

### Hauptausgabe
:newstime wird täglich auf Sat.1, ProSieben und Kabel Eins ausgestrahlt. Dabei werden drei Hauptausgaben pro Tag, die live moderiert und produziert werden, jeweils auf einem der drei Fernsehsender gesendet. Auf Kabel Eins läuft sie in der Woche um 15:50 Uhr, auf ProSieben um 18:00 Uhr und auf Sat.1 um 19:45 Uhr. Am Wochenende variieren die Startenzeiten abhängig vom Vorprogramm. Meistens startet sich auf Kabel Eins circa um 16:00 Uhr und auf ProSieben circa um 17:45 Uhr. Auf Sat.1 beginnt die Hauptausgabe am Wochenende stets um 19:55 Uhr. Die Sendelänge ist je nach Fernsehsender variierend. Während die Sat.1-Hauptausgabe in der Woche etwa 25 Minuten lang ist, dauern die Sat.1-Hauptausgaben am Wochenende etwa 15 Minuten. Die Hauptausgaben auf ProSieben und Kabel Eins besitzen eine Sendelänge von circa 10 Minuten. Durch die Hauptausgabe führt jeweils ein Moderator über die komplette Sendung. Fester Bestandteil der Hauptausgaben sind Nachrichten aus der Politik, Wirtschaft und Gesellschaft. Seit dem 16. Oktober 2023 sind bei der Sat.1-Hauptausgabe Sport-Nachrichten fester Bestandteil der Sendung und werden durch ein Off-Sprecher der ran-Redaktion präsentiert. Die Wettervorhersage bei der Kabel Eins- und ProSieben-Hauptausgabe sowie bei der Sat.1-Hauptausgabe am Wochenende werden seitens eines Wetter.com TV-Moderators präsentiert. Sie sind etwa 60 bis 90 Sekunden lang und voraufgezeichnet in einem Greenbox-Studio. Ab Ende Oktober 2023 wurde die Wettervorhersage bei der Sat.1-Hauptausgabe für ein paar Wochen testweise montags bis freitags live im selben Studio durch einen Wetter.com TV-Moderator präsentiert. Seit dem Sendestart des neuen Studios am 30. September 2024 werden die Wettervorhersagen wieder montags bis freitags live im selben Studio durch einen Wetter.com TV-Moderator präsentiert.

### Frühausgabe
Zusätzlich zu den Hauptausgaben werden montags bis freitags fünfminütige Frühausgaben halbstündlich innerhalb des Sat.1-Frühstücksfernsehens gesendet. Daher werden sie im Gegensatz zu den anderen Ausgaben live in Berlin moderiert, dabei wird die Technik und das Studio seitens Maz & More TV Produktion zur Verfügung gestellt. Die Beiträge stammen weiterhin aus der Nachrichtenredaktion der Seven.One Entertainment Group. Während die erste Frühausgabe um 5:55 Uhr ausgestrahlt wird, beginnt die letzte Frühausgabe um 8:25 Uhr. Über die Wettervorhersage wird seitens eines Off-Sprechers berichtet.

### Nachtausgabe
Nachtausgaben werden dienstags bis samstags in der Regel zwischen 1:00 Uhr und 4:00 Uhr auf ProSieben und Kabel Eins gesendet. Im Gegensatz zu den anderen Ausgaben wird sie nicht live produziert. Die drei- bis fünfminütige Ausgabe enthält eine voraufgezeichnete An- und Abmoderation mit einem Nachrichtenüberblick. Die Moderation der Nachtausgabe übernimmt der Moderator der vorherigen Hauptausgabe des Senders, durch den Nachrichtenüberblick führt ein Off-Sprecher. Die Wettervorhersage, die etwa 20 Sekunden lang ist, wird ebenfalls seitens eines Off-Sprechers berichtet.

### Sonderausgabe
Sonderausgaben werden unter dem Titel :newstime spezial gesendet. Sie wird bei wichtigen Ereignissen, bei der ein aktuelles Thema ein besonderes großes Informationsbedürfnis entsteht, kurzfristig für den Sendeprogramm von ProSieben und/oder Sat.1 angekündigt und somit außerplanmäßig live ausgestrahlt. Dabei ergänzt sie die Berichterstattung der aktuellen Nachrichtensendungen.

## Besetzung

### Moderation
Alle drei Fernsehsender haben jeweils ein eigenes Hauptmoderationsteam. Die Moderation übernimmt eine Person.
| Moderator/in            | Einstieg     | Aktuelle Haupttätigkeit                | Weitere Tätigkeiten                                                           |
| ----------------------- | ------------ | -------------------------------------- | ----------------------------------------------------------------------------- |
| Angela van Brakel       | 19. Jun 2023 | Anchorwoman Hauptausgabe Kabel Eins    | Vertretung Hauptausgabe Sat.1                                                 |
| Karolin Kandler         | 19. Jun 2023 | Anchorwoman Hauptausgabe ProSieben     |                                                                               |
| Marc Bator              | 19. Jun 2023 | Anchorman Wochenend-Hauptausgabe Sat.1 | Vertretung Werktag-Hauptausgabe Sat.1                                         |
| Philipp Isterewicz      | 19. Jun 2023 | Anchorman Frühausgabe Sat.1            |                                                                               |
| Delia Träger            | 21. Jun 2023 |                                        | Vertretung Hauptausgabe Kabel Eins hauptsächlich Redakteurin und Reporterin   |
| Jule Gölsdorf           | 23. Jun 2023 | Moderatorin Hauptausgabe Sat.1         | Vertretung Frühausgabe Sat.1 Vertretung Hauptausgabe ProSieben und Kabel Eins |
| Stephanie Puls          | 23. Jun 2023 | Moderatorin Hauptausgabe Sat.1         | Vertretung Frühausgabe Sat.1                                                  |
| Tom Palluch             | 24. Jun 2023 |                                        | Vertretung Hauptausgabe Kabel Eins hauptsächlich Redakteur und Reporter       |
| Ina Dietz               | 26. Jun 2023 | Anchorwoman Frühausgabe Sat.1          |                                                                               |
| Michael Marx            | 26. Jun 2023 | Anchorman Hauptausgabe ProSieben       |                                                                               |
| Norbert Anwander        | 26. Jun 2023 | Anchorman Hauptausgabe Kabel Eins      |                                                                               |
| Kira Alin               | 04. Jul 2023 | Moderatorin Hauptausgabe ProSieben     | Vertretung Hauptausgabe Kabel Eins                                            |
| Claudia von Brauchitsch | 18. Sep 2023 | Anchorwoman Hauptausgabe Sat.1         |                                                                               |

### Redakteure und Reporter
Der Chefredakteur der zentralen Nachrichtenredaktion ist seit April 2022 Arne Teetz. Er war zuvor langjähriger Welt-/N24-Chefredakteur. Während Hendrik Niederhoff Redaktionsleiter am Hauptstandort Unterföhring ist, übernimmt der ehemalige Sat.1-Nachrichten-Moderator Heiko Paluschka die Redaktionsleitung im Hauptstadtstudio in Berlin sowie die Leitung des Politik-Ressorts. Die ehemalige Kabel-Eins-News-Moderatorin Barbara Scherle ist seit Januar 2023 Chefin vom Dienst am Berliner Standort.
Politik-Chefreporterin der Seven.One Entertainment Group ist seit Oktober 2022 Charlotte Potts, die zuvor von Januar 2017 bis Juli 2022 zum Moderationsteam des ZDF-Morgenmagazins gehörte. Seit Januar 2023 ist der langjährige ZDF-Journalist Axel Storm Leiter des Korrespondentenbüros in Washington, D.C. Weitere Redakteure und Reporter sind unter anderem Adrian Kriesch als Krisenreporter, Lea Freist als internationale Korrespondentin, Tom Palluch, Eybe Ahlers, Franziska Lang und Merle Giesel. Sporadisch sind die Moderatoren ebenfalls als Reporter unterwegs.
Zusätzlich arbeitet die zentrale Nachrichtenredaktion mit den Landesstudios der regionalen Sat.1-Nachrichtenmagazine zusammen. Redakteure und Reporter aus den Landesstudios in Kiel, Hamburg, Bremen, Hannover, Dortmund, Düsseldorf, Mainz, Frankfurt am Main und München berichten über Ereignisse aus den Bundesländern Schleswig-Holstein, Hamburg, Bremen, Niedersachsen, Nordrhein-Westfalen, Rheinland-Pfalz, Hessen und Bayern. Bei Live-Schalten wird meistens auf diese Reporter zurückgegriffen. Darüber hinaus sind freie Journalisten für die zentrale Nachrichtenredaktion tätig.

## Dazugehörige Formate

### Newstime Spezial: Wo steht Deutschland?
Unter der Reihe :newstime spezial: Wo steht Deutschland? werden Interviews mit den aktuell wichtigsten deutschen Politiker gezeigt. Pro Ausgabe wird ein Politiker von dem Leiter des :newstime-Hauptstadtstudios Heiko Paluschka und der :newstime-Chefreporterin Charlotte Potts über aktuelle Themen interviewt. Sie wird am selben Tag an einem Ort in Deutschland vorproduziert und an einem Sonntag zeitgleich um 19:45 Uhr auf ProSieben und Sat.1 ausgestrahlt. Dabei entfällt die ProSieben-Hauptausgabe um ca. 18 Uhr, stattdessen wird die Sat.1-Hauptausgabe auf beiden Sendern um ca. 20 Uhr ausgestrahlt.
| Sendedatum                  | Interviewpartner                        | Interviewort                                   |
| --------------------------- | --------------------------------------- | ---------------------------------------------- |
| 20. August 2023             | Bundeskanzler Olaf Scholz               | auf einem Solar-Schiff bei der Spree in Berlin |
| 3. September 2023           | Bundeswirtschaftsminister Robert Habeck | in der Neptun Werft in Rostock                 |
| 17. September 2023          | Oppositionsführer Friedrich Merz        | im Lenne-Atelier im Kurpark Schmallenberg      |
| geplant: 24. September 2023 | Finanzminister Christian Lindner        | – (abgesagt wegen Krankheit)                   |

## Trivia
- Bereits vom 6. Dezember 2004 bis zum 18. Juni 2023 wurden die Nachrichten auf ProSieben unter dem Titel Newstime ausgestrahlt.
- Für das Corporate Design und Sounddesign erhielt die Nachrichtenmarke 2023 zwei Eyes & Ears Awards.[18]
  - Silber in der Kategorie Bestes Informations- oder Nachrichtendesign
  - Bronze in der Kategorie Beste Musik-Komposition